# Igreja de São Miguel no Fórum

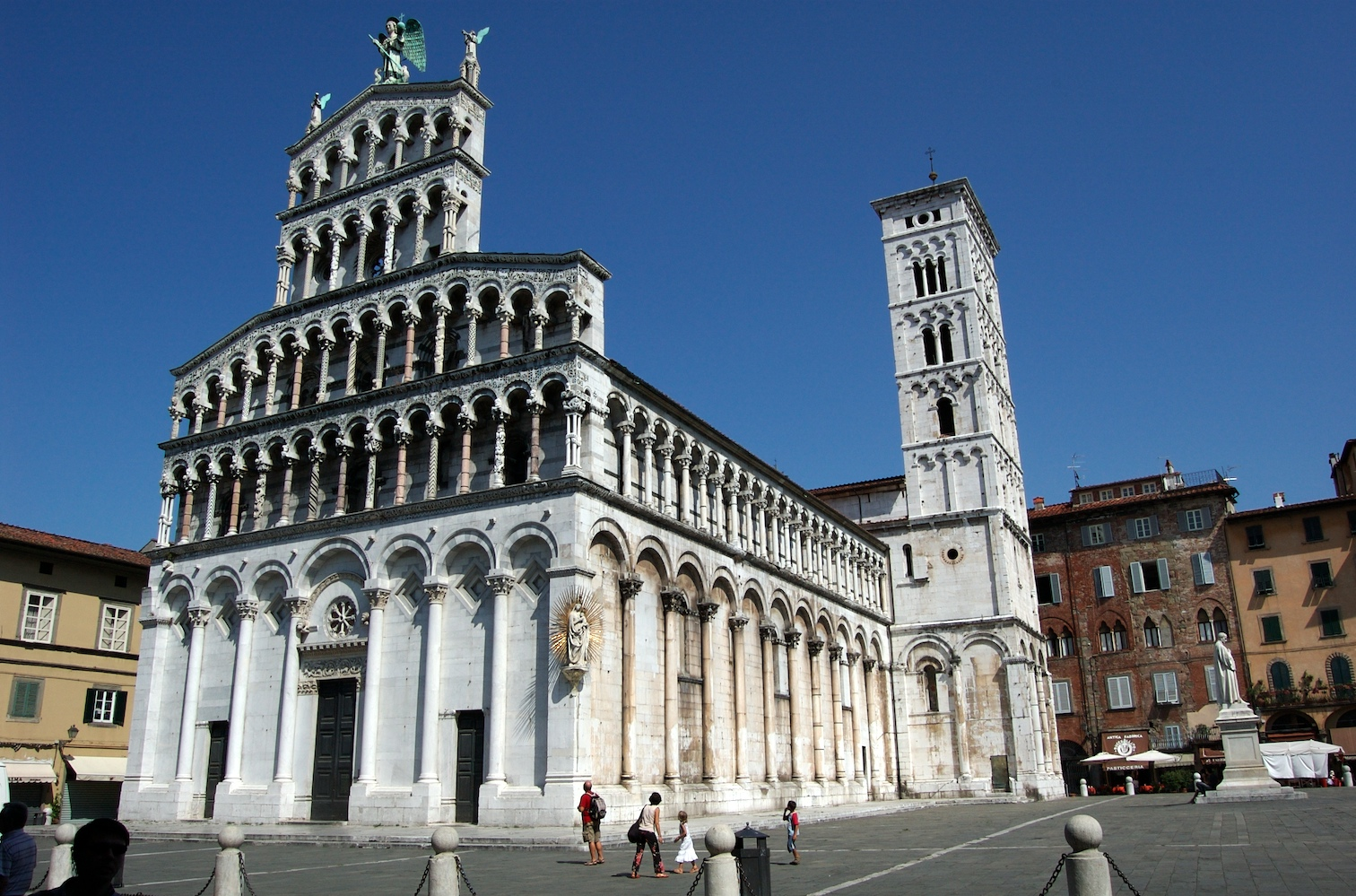
A Igreja de São Miguel no Fórum

A Igreja de São Miguel no Fórum (em italiano: San Michele in Foro), é uma igreja românica de Lucca, na Itália.

## História e arte
Os primeiros registros sobre a igreja, situada no coração do antigo fórum da cidade romana de Luca, datam do século VIII. Em 845 foi doada ao conde Agano, e no final do século X seu patrimônio foi enriquecido com terras e casas de seu entorno. Também foram anexados mais tarde um hospital e um mosteiro.
A presente construção é produto de uma reforma ordenada pelo Papa Alexandre II, entre 1061 e 1073, sendo um primoroso exemplo do primeiro estilo românico desenvolvido em Lucca. A autoria do projeto é incerta, mas pode ter sido de Guidetto da Como. As obras continuaram no século XII, completando o corpo do edifício, onde aparece influência da arquitetura de Pisa. Neste período foi erguido também o campanário. A parte superior da fachada data do século XIV, quando as obras foram interrompidas, possivelmente por falta de recursos. A fachada apresenta um verticalismo típico do gótico, mas sua decoração ainda é românica. Destacam-se no topo um grupo de estátuas de São Miguel e anjos, e no canto direito do corpo da igreja, uma estátua da Virgem Maria com o Menino Jesus, de Matteo Civitali. A fachada abunda em motivos decorativos típicos da cultura Lucchese, incluindo plantas, animais, figuras humanas e signos zodiacais, e as colunetas são de formas muito variadas.
No início do século XVI a nave foi coberta interiormente com abóbadas por Francesco Marti, ocultando o vigamento de madeira aparente do telhado, e no processo se perderam afrescos do século XIII. Em 1828, por decreto do Duque de Lucca, Carlo Lodovico di Borbone, a fachada recebeu acréscimos em pinturas e rebocos, e em 1837 o interior foi restaurado, removendo-se o reboco que cobria a pedra. Em 1859 novas intervenções na fachada, levadas a cabo por Giuseppe Pardini, alteraram diversas características originais, removendo cabeças em relevo antigas e adicionando outras com retratos de personagens modernos, e algumas colunas também foram alteradas ou refeitas com resultados estéticos discutíveis. Nos anos 50 e 60 novas restaurações tentaram recuperar o aspecto primitivo da fachada, adulterado no século XIX.
O interior tem uma planta basilical, com três naves, transepto e abside. Mede 48 m de comprimento, 32 m de largura no transepto, e 19 m de altura. Suas várias capelas exibem uma quantidade de obras de arte, incluindo de mestres como Andrea della Robbia, Matteo Civitali e Filippino Lippi.

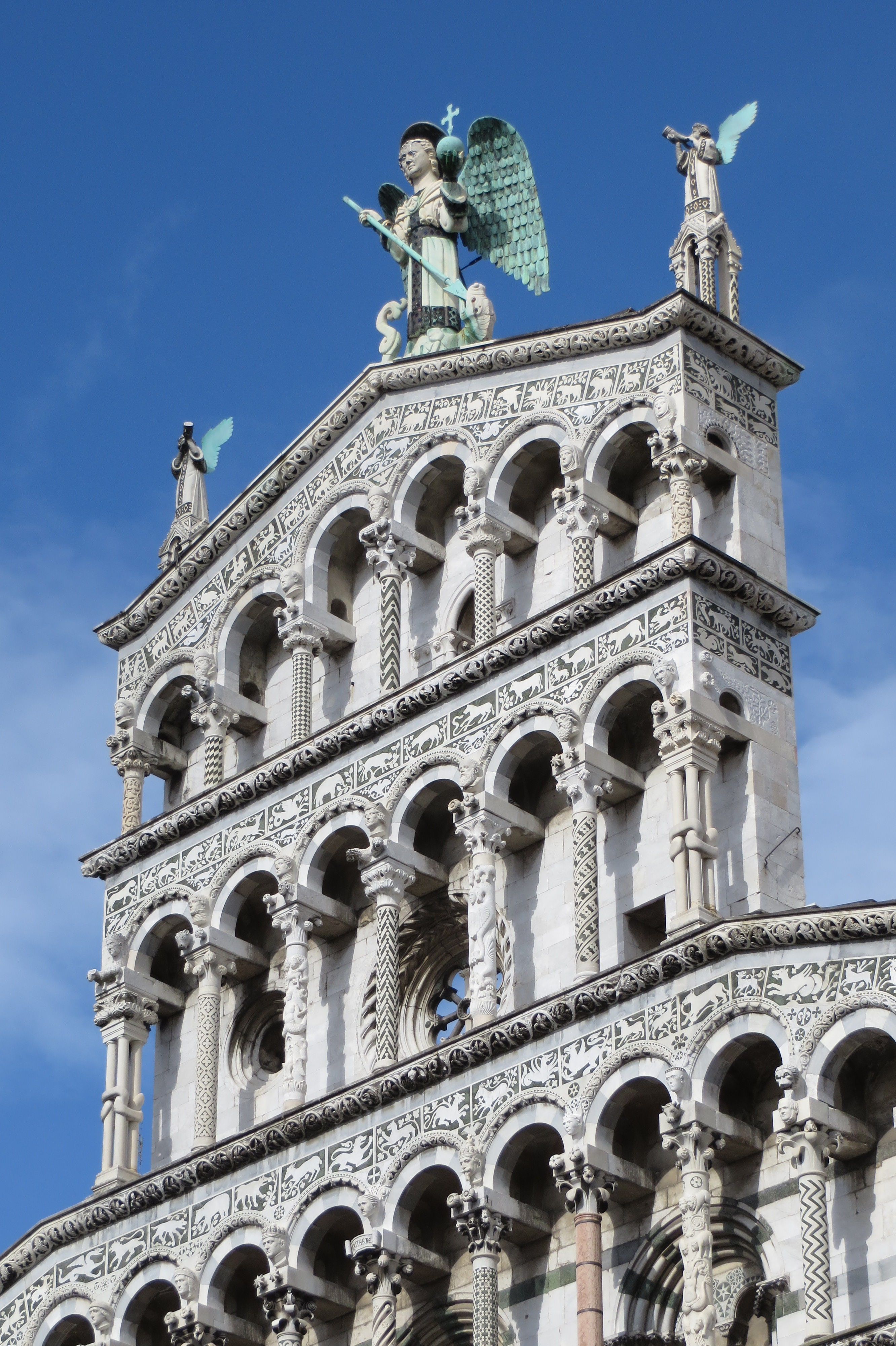
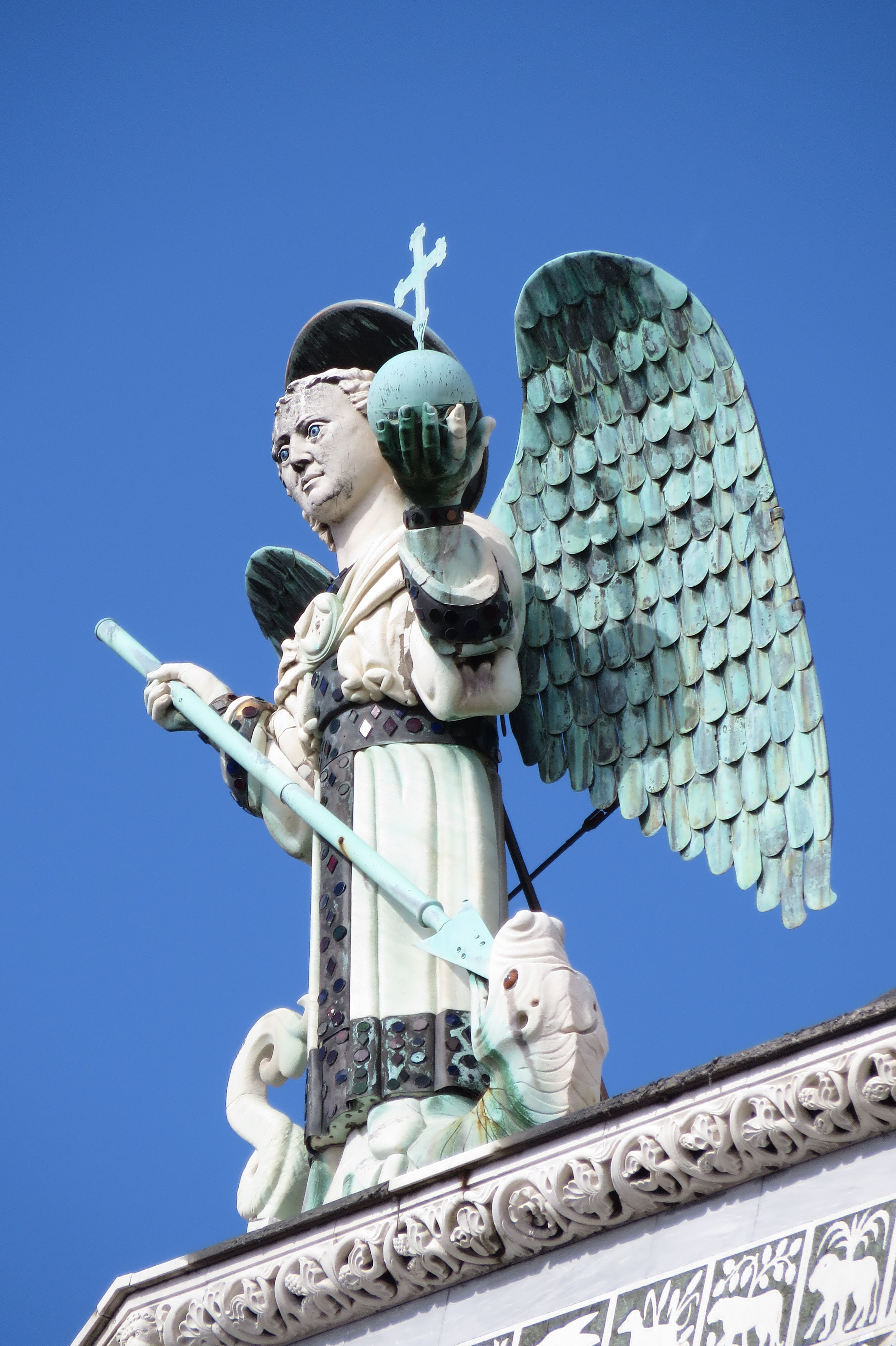
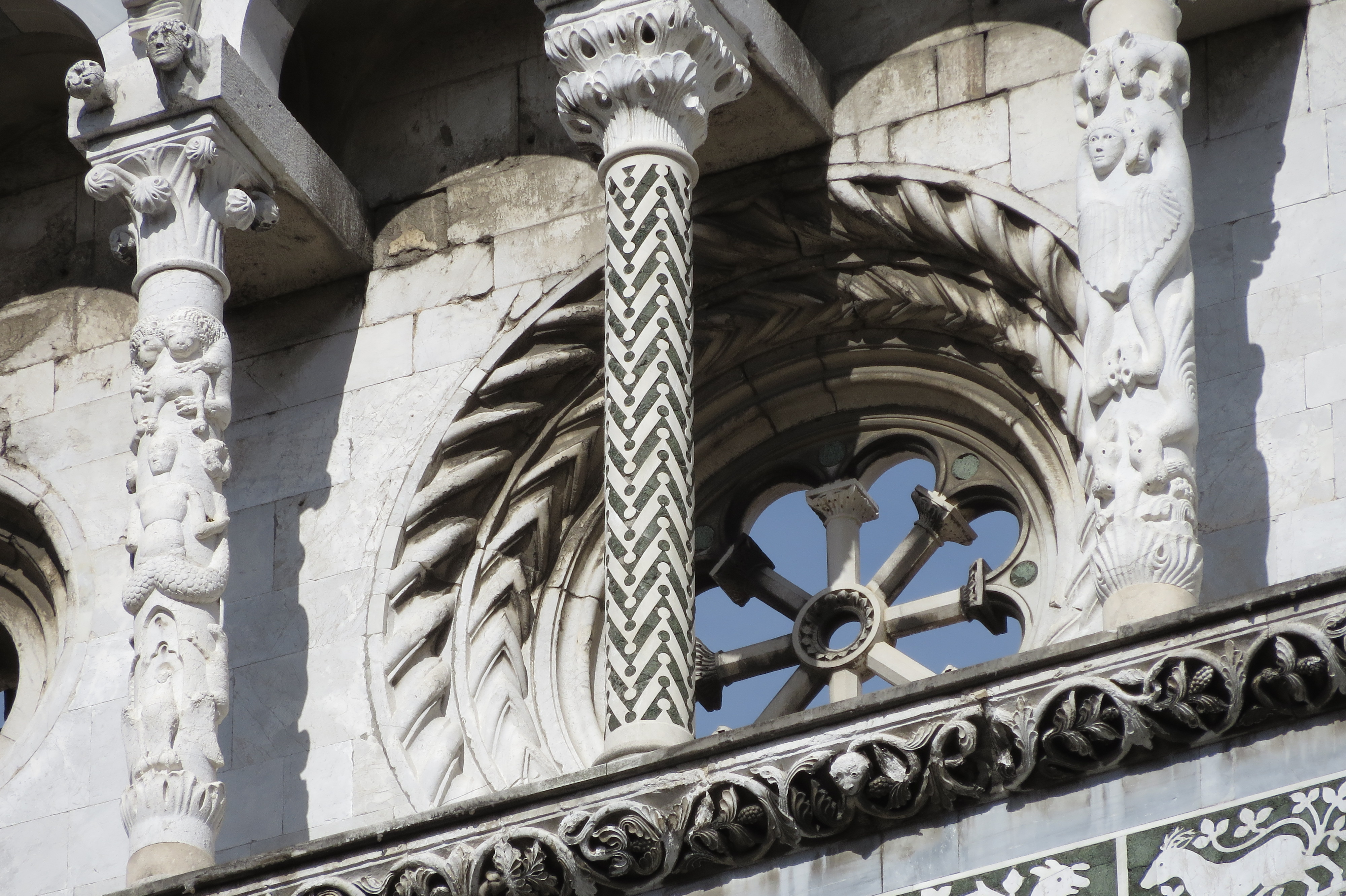
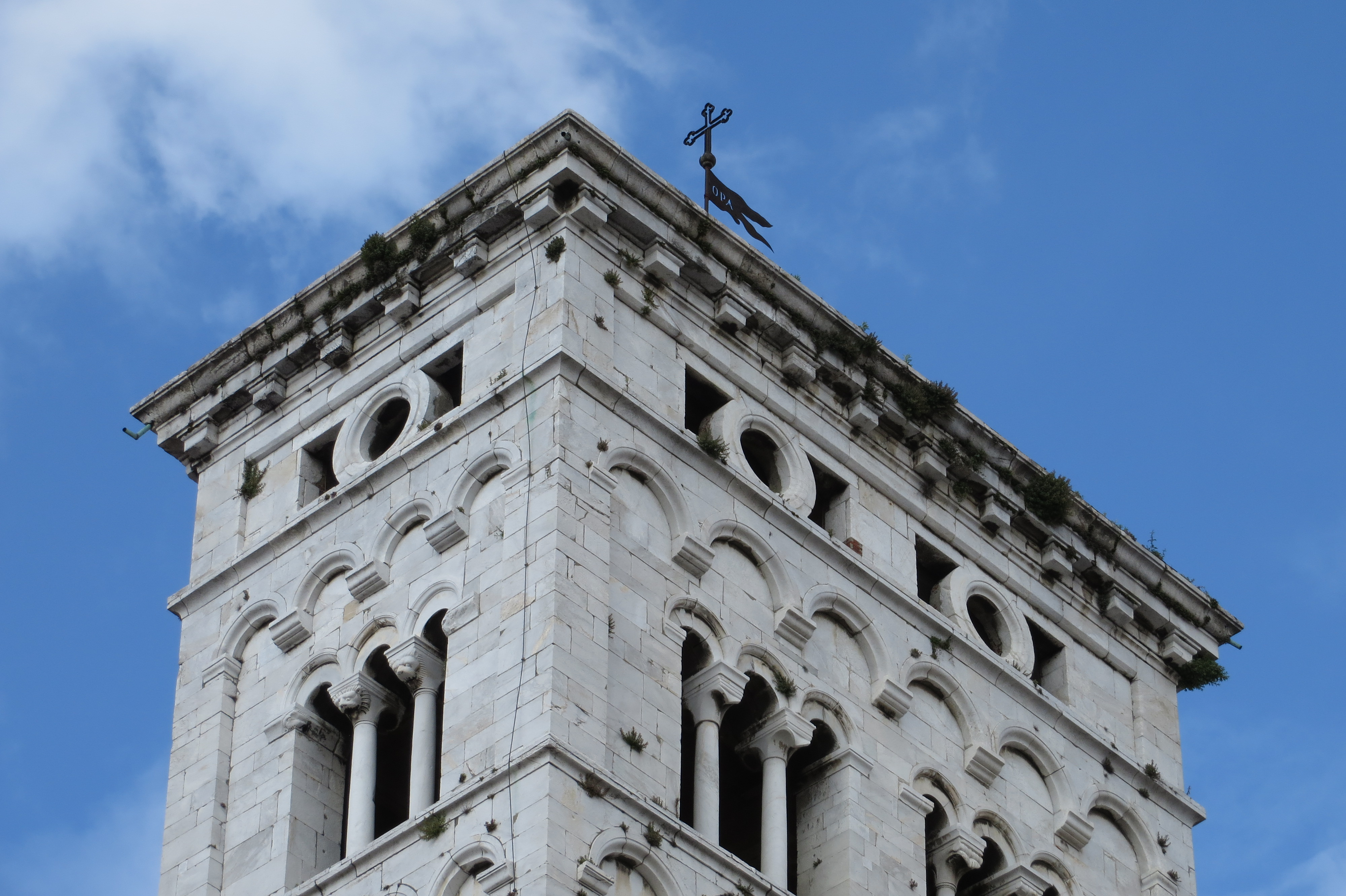
Composição panorâmica